# Lison-Pramaggiore Merlot riserva
Il Lison-Pramaggiore Merlot riserva è uno dei vini cui è riservata la DOC Lison-Pramaggiore.

## Caratteristiche organolettiche
Vino fermo.
- colore: rosso rubino, se giovane, granato se invecchiato
- odore: vinoso piuttosto intenso, un po' erbaceo, caratteristico con profumo gradevole.
- sapore: asciutto talvolta morbido, giustamente tannico, armonico.